# ハイアライ
ハイアライ（バスク語: Jai Alai）は、ヨーロッパのバスク地方発祥のスポーツ（球技）。セスタ・プンタ（バスク語: Zesta punta、スペイン語: Cesta punta）とも呼ばれる。
ハイアライとはバスク語で「楽しい祭り」の意であり、セラフィン・バローハによる1875年の造語である。セスタと呼ばれるグローブを右手に装着し、遠心力でボールを加速させてから、壁に向かってボールを投げつける競技である。バスク・ペロータの一種であり、日本ではバスク・ペロータの別名とされることもある。

## 特徴
ハイアライのボールは高速で飛ぶため、バスク州政府はハイアライが「世界最速のスポーツ」であると主張している。アメリカ合衆国・ロードアイランド州のニューポート競技場で行われた試合で、ホセ・ラモン・アレイティオが時速302km（時速188マイル）を記録し、この記録はボール競技による世界記録となった。しかし、2007年にはスポーツ科学実験の一環で、ゴルフボールのロングドライブ競技（ドライビングコンテスト）のジェイソン・ズバックが時速328km（時速204マイル）を記録し、ボール競技の世界記録を更新している。
すべてのハイアライ選手は右手にセスタと呼ばれるグローブを装着する。ボールは高速で移動するため、ハイアライには危険がともなう。ボールとの接触はケガにつながり、競技生活からの引退を強いられたり、不慮の死亡事故が起こることもある。

## 試合の進行

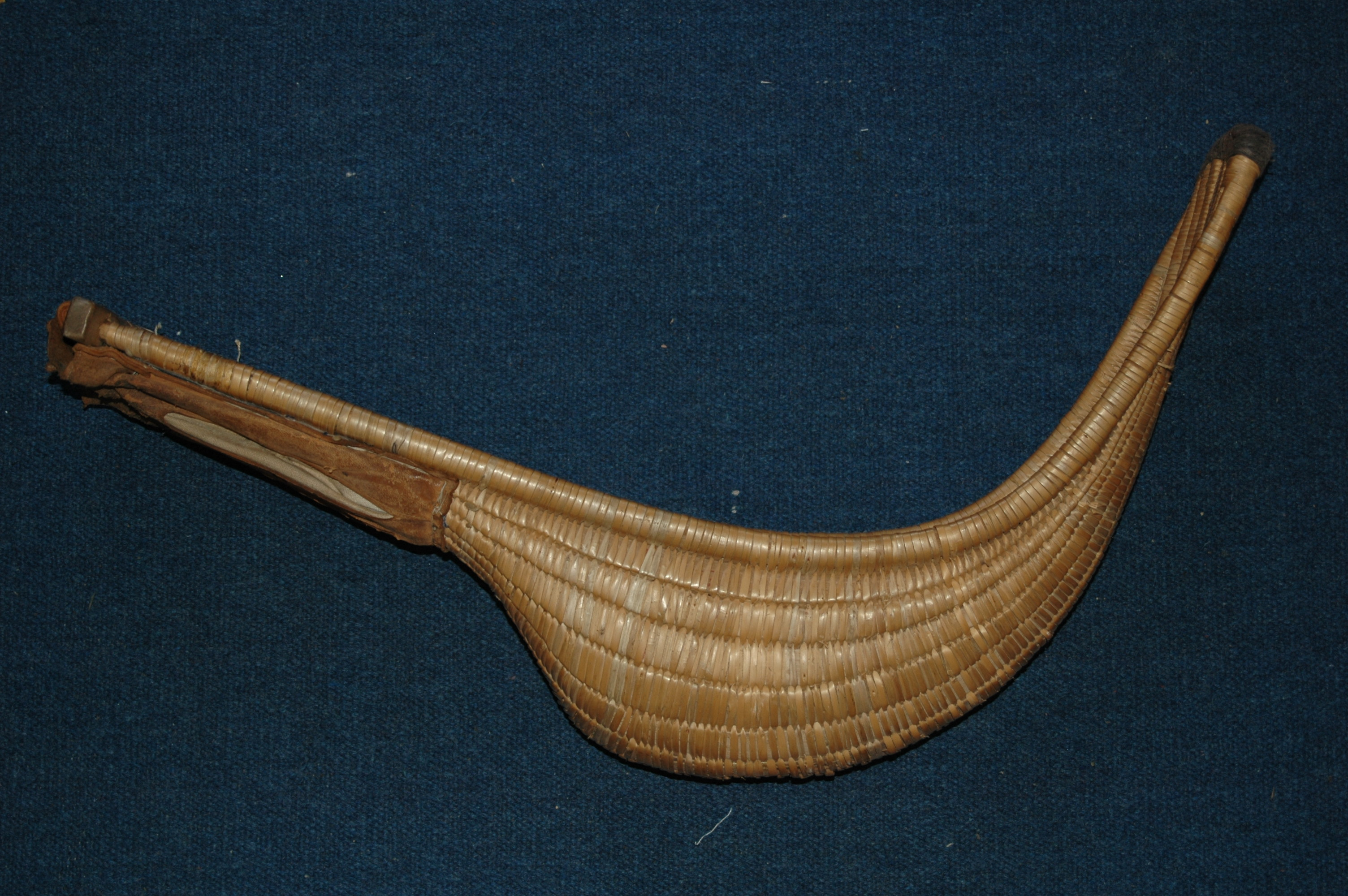
長いシステラ

ハイアライのコートは、正面・背面・左側側面の壁、床面からなり、右側には壁が存在しない。ペロタと呼ばれるボールがこれらの壁以外の床面に触れた場合は、範囲外とみなされる。同様に、正面の壁の下部3フィート（約0.9m）の高さにも境界線が引かれている。一般的にコートの上限はとても高く、ボールはより予測可能な軌道となる。コートは正面の壁に対して平行に引かれた14本の線で分割されており、正面の壁にもっとも近いのは1番線、背面の壁にもっとも近いのは14番線である。
ハイアライの試合は、一般的に8人（シングルス）または8組（ダブルス）によってラウンドロビン方式で行われ、7点または9点を先取した選手/組が勝利する。ダブルスの各チームは、前衛と後衛のふたりの選手からなり、一方のチームの前衛の選手がサーブを打つことで試合が始まる。それぞれの点の勝者がコートに残り、順番で決められた次のチームと対戦する。敗者はコートから去り、次の順番まで待機する。
ハイアライで使用されるボールは金属糸できつく締められた後、ヤギ革に包まれる。サーバーはサービス線の後ろから正面の壁に向かってボールを打つ。セスタでボールをキャッチし、身体の動きを停止させて保持したり、お手玉のように一度ボールを離してから再びキャッチすることなく、流れるような動作で投げかえさなければならない。相手ボールが正面の壁に当たって跳ね返ってから、ノーバウンドかワンバウンドでキャッチしなければならない。以下のような時に相手チームに得点が加算される。
- サーブが直接正面の壁に当たらなかった時。
- ノーバウンドまたはワンバウンドでのボールのキャッチに失敗した時。
- 身体の動きを停止させてボールを保持するか、お手玉のように一度ボールを離しから再びキャッチした時。
- 範囲外にボールを投げつけた時。
- ボールのキャッチや投げることを試みている選手に干渉した時。

ポイントを獲得したチームがコートに残り、その対戦相手のチームはコートから去って、対戦リストの最後尾に回る。一般的に、最初のラウンドは点が2倍になり、それぞれのチームが少なくとも1点獲得する。選手は頻繁にチュラ(chula)と呼ばれる打撃を試みる。チュラは前面の壁の高部に当たった後、円弧を描いて跳ね返り、後面の壁近くに達する打撃である。その後は弱くしか弾まないため、リターンショットがとても困難となる。

## 国際性

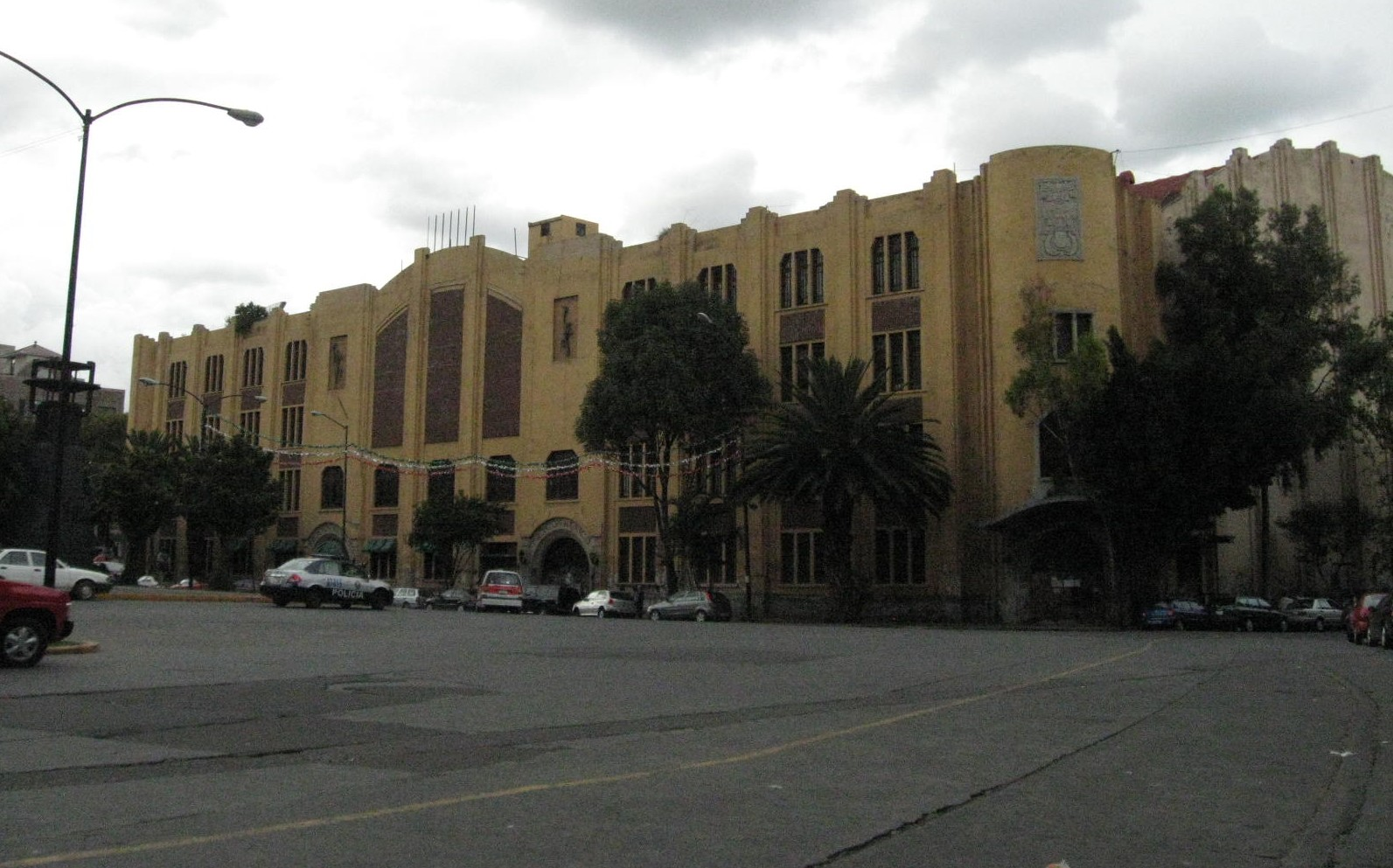
メキシコシティのハイアライ競技場

ヒスパニックの影響で、ハイアライはラテンアメリカ諸国やフィリピンで人気がある。

### アメリカ合衆国

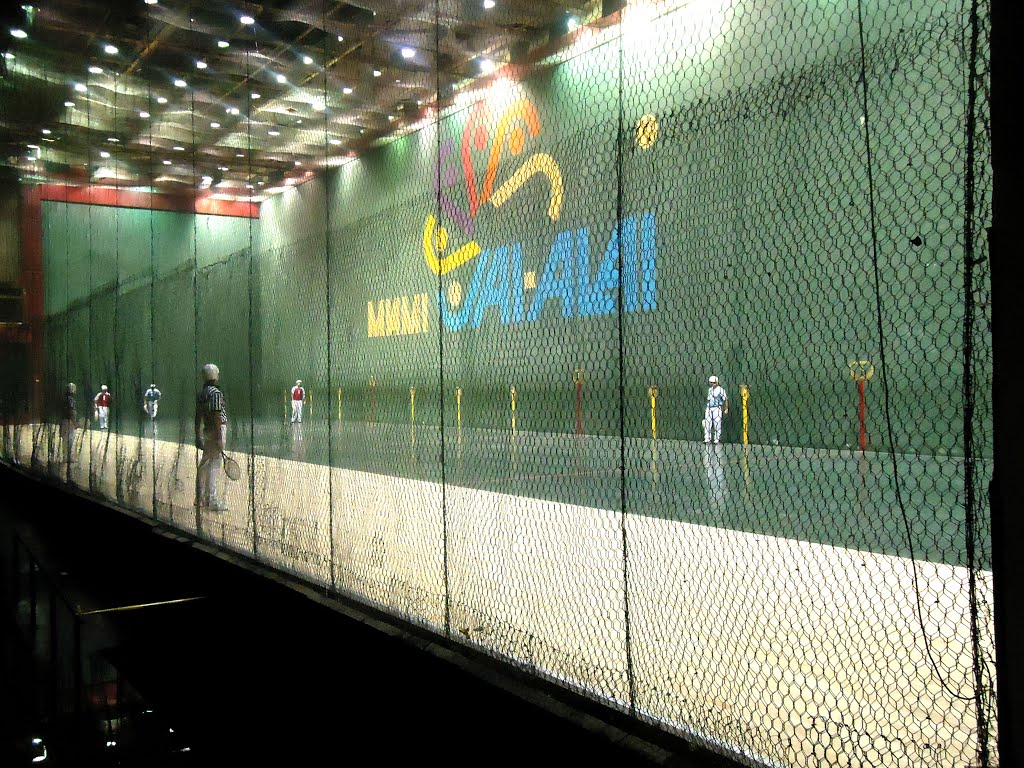
フロリダ州マイアミにあるマイアミ・ハイアライ競技場

アメリカ合衆国では、競馬、ドッグレース、繋駕競争に代わる賭博として人気があり、特にフロリダ州で人気が残っている。フロリダ州にはダニア・ビーチ、オーランド、マイアミ、レディック、フォート・ピアース、ジャスパーの6か所のハイアライ競技場（フロントン）がある。
アメリカ合衆国初のハイアライ場は、中西部のミズーリ州セントルイスにあり、1904年の万国博覧会の時期に建設された。1924年、マイアミ近郊のハイアリーア競馬場がマイアミ国際空港近くにある現在の場所に移転し、競馬場跡地にフロリダ州初のハイアライ競技場が開場した。「ハイアライのヤンキー・スタジアム」と呼ばれるマイアミ・ハイアライ競技場は世界最大のハイアライ競技場であり、1975年12月27日には15,502人の観客を記録している。マイアミ・ハイアライ競技場やダニア・ハイアライ場などは通年営業であり、フォート・ピアース・ハイアライ場、オカラ・ハイアライ場、ハミルトン・ハイアライ場などは季節営業である。タンパ・ハイアライ場は1990年代末に閉鎖されるまで長い期間営業していた。タンパ、デイトナビーチ、ウェストパームビーチ、クインシーなどのハイアライ場は営業停止中である。メルボルンにあったドッグレース場はハイアライ場に転用された。
他の賭博が可能となったことで、アメリカ合衆国北東部と西部でのハイアライの人気は衰えている。コネチカット州のハートフォードとミルフォードのハイアライ場は恒久的に封鎖され、ブリッジポートのハイアライ場はドッグレース場に転用された。ロードアイランド州ニューポートのニューポート・ハイアライ場はスロットマシンやビデオロッタリーのニューポート・グランドに転用された。ネバダ州ラスベガスでは、MGMグランドホテル&カジノ（現バリーズ・ラズベガス）で短期間だけハイアライが行われて人気を得た。しかし、1980年代初頭までにハイアライ場は資金を失い、MGMグランドのオーナーであるカーク・カーコリアンによって閉鎖された。ネバダ州リノのMGMグランドは1979年から1980年の短い間だけハイアライを披露した
フロリダ州でのハイアライ競技場の衰退傾向に手を打つため、フロリダ州議会はHB1059法案を可決した。この法案はハイアライ競技場、ドッグレース場、競馬場のようなパリミューチュエル施設におけるポーカーの運営や賭け金に関する規則の変更に関わるものであり、この法案は2003年8月6日に法律となった。このスポーツはアメリカで衰退傾向にあるが、2008年には自治体の支援を受けて、フロリダ州セントピーターズバーグにアメリカ合衆国初の公共アマチュア・ハイアライ施設が建設された。

#### アマチュア
アメリカ合衆国ハイアライ協会のヴィクター・ヴァルカース会長はダニア・ハイアライ場でプレーしていた選手であり、世界最高のペロタ・ゴマ選手とされている。1960年代後半、北マイアミ・アマチュア・ハイアライ場に加えて、すくなくとももう一つのアマチュア競技場があった。フロリダ州南部出身の国際的なアマチュア・ハイアライ選手にはランディなどもおり、1968年にはアメリカ合衆国で初めてプロのペロタ選手に転向したとされている。1970年代から1980年代初頭、ハイアリーアにあるオルベア・ハイアライ場は4つの屋内コートを持っていた。硬質ラバーボール（ペロタ・ゴマ）でプレーするふたつのコートは、75フィート（約23m）と90フィート（約27m）で標準的なコートよりも短く、練習やアマチュアリーグに使用された。硬質ボール（ペロタ・ドゥラ）でプレーするもうふたつのコートがあり、一方は115フィート（約35m）であり、もう一方は規定通りの150フィート（約45m）だった。
オルベア・ハイアライ場はセスタ（ボール）やヘルメットなどの用具も販売していた。引退した選手が訪れて上級アマチュア選手とプレーしたり、マイアミ・ハイアライ場や他のプロ競技場所属のプロ選手が訪れたりした。南マイアミ、北マイアミ、オルベア、後にはミルフォードのアマチュア・ハイアライ場は、アマチュア・ハイアライ選手の黄金期やアメリカ合衆国でのハイアライの促進に貢献した。1980年代末には、コネチカット州に少なくともひとつのアマチュア・ハイアライ場が建設された。

### フィリピン
フィリピンのマニラでは、1940年完成のマニラ・ハイアライ・ビルディングでハイアライがプレーされていた。この建物はアジアでもっとも重要なアール・デコ様式の建物のひとつであり、アメリカ人建築家のウェルトン・ベケットとウォルター・ウーデマンによって設計された。
1986年には審判買収問題が発覚し、フィリピン全土でハイアライが禁止され、マニラ・ハイアライ・ビルディングはマニラ市政府によって2000年に取り壊されたが、その後2010年3月に復活している。
フェテン（Jueteng／フィリピンで人気の非合法数当て賭博）との関わりを指摘され、2011年にはパンガシナン州政府によって短期間禁止されたが、裁判所の命令によって再開した。

### 中国
ヨーロッパ諸国の半植民地的な都市だった中国の上海や天津では、ハイアライは競馬とともにヨーロッパからもたらされたふたつの賭博スポーツのひとつである。上海や天津で共産主義者が勝利すると、ハイアライは禁止された。かつてイタリアの租界だった天津のハイアライ競技場は没収され、労働者階級のための娯楽センターに転換された。マカオには回力娯樂場というハイアライ場があったが、カジノ・ハイアライというカジノに転換された。

### 日本
日本では、太平洋戦争敗戦後の1950年頃に、ハイアライを公営競技として実施しようという動きがあり、1951年には実際に国会において「ハイアライ競技法案」が提出された。しかし当時は他に競艇やドッグレースなども公営競技化を目指していたため競合し、最終的に法案は国会での可決に至らず、その動きは潰えた。